# Robert Graves

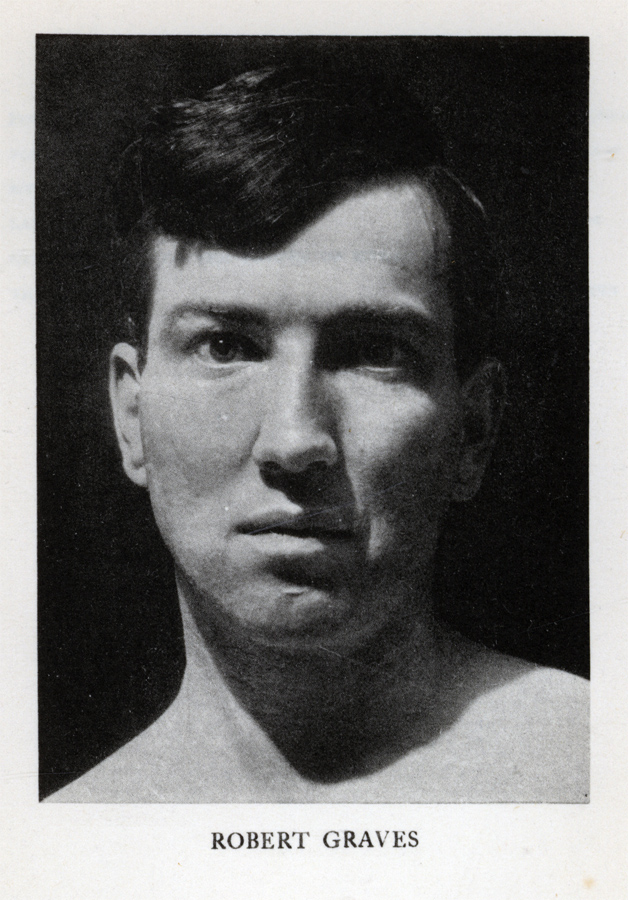
Robert Graves, 1929

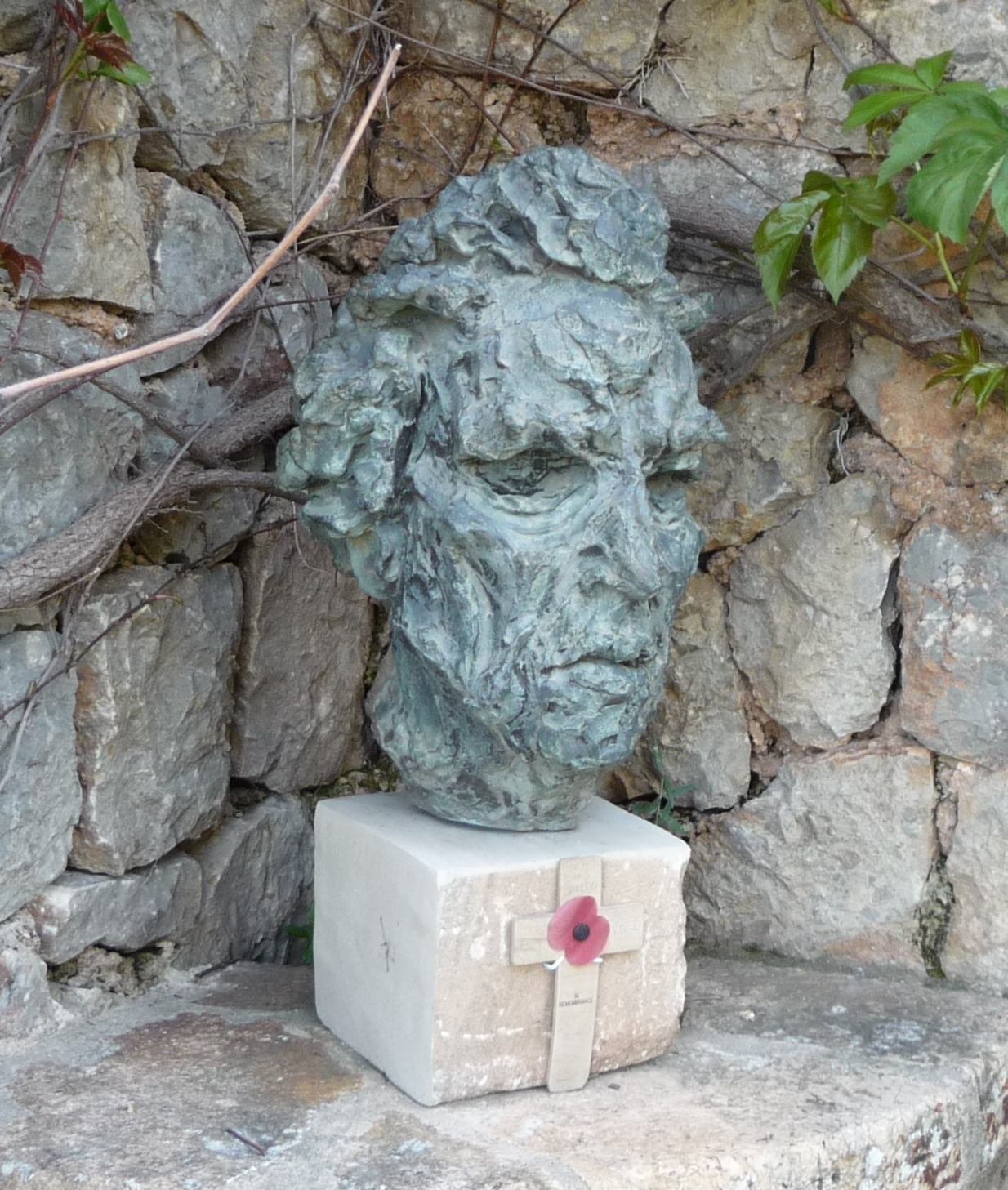
Büste von Robert Graves vor seinem Haus in Mallorca

Robert Graves, im deutschen Sprachraum Robert von Ranke-Graves (* 24. Juli 1895 in Wimbledon, London; † 7. Dezember 1985 in Deià auf Mallorca), war ein britischer Schriftsteller und Dichter.

## Leben

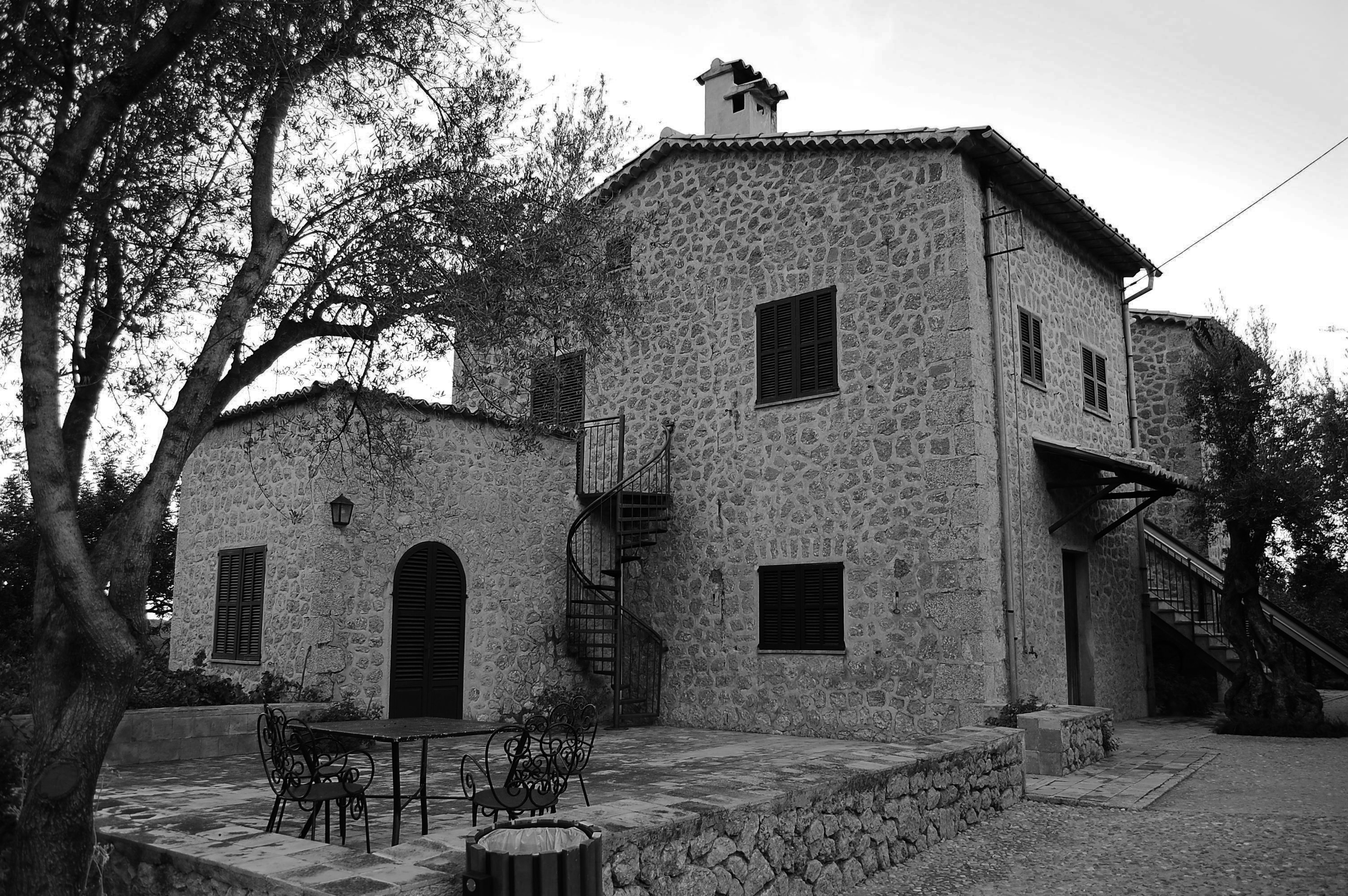
Robert Graves’ Haus in Deià

Robert Graves’ deutschsprachige Übersetzungen seiner Werke erschienen unter dem Namen Robert von Ranke-Graves. Seine Mutter Amalie von Ranke war eine Großnichte des deutschen Historikers Leopold von Ranke. Der Vater Alfred Perceval Graves war Schulrat und Schriftsteller, sein Halbbruder Philip Graves wurde bekannt als Times-Korrespondent in Konstantinopel, wo er nach dem Ersten Weltkrieg die „Protokolle der Weisen von Zion“ als antisemitische Fälschung entlarvte.
Graves veröffentlichte mehrere Bücher über seine Erfahrungen im Ersten Weltkrieg, darunter zwei Gedichtbände (Over the Brazier und Fairies and Fusiliers) und eine Autobiographie (Goodbye to All That). Nach dem Krieg studierte Graves in Oxford englische Literaturwissenschaft. 1926 wurde er auf einen Lehrstuhl für englische Literatur nach Kairo berufen. Nach nur einem Jahr kehrte er nach England zurück und wohnte seit 1929 bis zum Ausbruch des spanischen Bürgerkriegs in Deià auf Mallorca, wo er sich 1932 die Finca Ca N'Alluny errichtete.
Dort entstanden zwei erfolgreiche historische Romane: I, Claudius und Claudius the God. Für I, Claudius erhielt er 1935 den Hawthornden-Preis. Diese beiden Fortsetzungsromane wurden 1937 und 1976 verfilmt (1976 als Fernsehserie mit Derek Jacobi). Zurück in England und seit 1946 wieder auf Mallorca entstanden weitere Romane, aber auch Fachbücher mit vorwiegend historischen und mythologischen Themen (The Greek Myths, The White Goddess). Seine Bibliographie umfasst insgesamt etwa 140 Bücher. 1954 wurde er Mitglied des Royal Anthropological Institute. Von 1961 bis 1966 lehrte er als Professor Poetik in Oxford. Neben seiner Arbeit als Romancier veröffentlichte Graves auch Fachbücher, besonders bekannt ist das Buch Die Götter Griechenlands.
Während des Zweiten Weltkriegs wohnte Graves in Devon, wo er Nachbar von Agatha Christie war. Die beiden freundeten sich an. Christie widmete Graves ihren Kriminalroman Kurz vor Mitternacht.
In gegenseitiger tiefer Bewunderung waren Graves und die Filmschauspielerin Ava Gardner verbunden. In ihren Memoiren Ava: My Story beschreibt sie das Vergnügen, bei Graves und seiner Frau in Deià zu weilen, als „unvergleichlich mit irgendetwas anderem in ihrem Leben“. Graves widmete ihr verschiedene Gedichte.
Graves hatte insbesondere durch sein Buch The White Goddess immensen Einfluss auf matriarchal inspirierte Künstlerinnen und Künstler, wie Leonora Carrington, Remedios Varo und Wolfgang Paalen, in dessen mexikanischem Exil Graves’ Buch hoch angesehen war. Zudem inspirierte er neopagane Religionen und insbesondere Wicca. Robert Graves war seit spätestens 1961 mit Gerald Gardner bekannt. Dass Graves aber seit spätestens 1954 Kenntnisse über Wicca besaß, lässt seine in diesem Jahr veröffentlichte Kurzgeschichte An appointment for Candlemas vermuten. Über diese Geschichte schrieb Graves später, sie entspreche ganz der Wahrheit und er habe nur Namen und Details geändert.
1971 spielte Graves neben weiteren damals in Spanien lebenden Künstlern und Prominenten wie Erwin Bechtold, Christopher Plummer, Princesa de Borbón y Parma, Camilo José Cela, Leslie Grimes, Leonard Slater und Charles Orloff in dem Film Impromptu Balear von dem Regisseur Francisco Rovira Beleta und dem Produzenten und Drehbuchschreiber Enrique Josa mit.

## Nachleben
Graves ist eine Hauptfigur der Roman-Trilogie Niemandsland, Das Auge in der Tür und Die Straße der Geister von Pat Barker. Diese behandelt Graves’ Zeit in dem Lazarett für traumatisierte Offiziere während des Ersten Weltkriegs und lässt ihn dort auf Siegfried Sassoon und Wilfred Owen treffen.
Am 2. Juli 2006 wurde in Deià das Robert-Graves-Museum eröffnet. In der 1932 von Graves errichteten Finca Ca N’Alluny geben Originalmanuskripte und persönliche Gegenstände Einblick in Leben und Werk.

## Werke
- Over the Brazier. (1916)
- Fairies and Fusiliers. (1917)
- Lawrence and the Arabian Adventure. (1927) (Digitalisat)
- Mrs. Fisher and the future of humour. (1928) (Digitalisat)
- Goodbye to All That. (online – Internet Archive, 1929)
  - dt.: Strich drunter! ISBN 3-499-40069-3.
- I, Claudius. (1934) (Digitalisat)
- Claudius the God and his Wife Messalina. (1934) (Digitalisat)
  - dt.: Ich, Claudius, Kaiser und Gott. ISBN 3-471-78578-7. Die deutsche Übersetzung in einem Band entstand zwar unter maßgeblicher Mitarbeit und mit dem Einverständnis des Autors, kürzt den Umfang der beiden Romane aber etwa auf die Hälfte.
- Antigua, Penny, Puce. 1937
  - dt.: Rostbraun, gezähnt. 1938.
- The Golden Fleece. London: Cassell, 1944; als Hercules, My Shipmate. New York: Creative Age Press, 1945.
- Count Belisarius. (Cassells 1938), Penguin Taschenbuch 1954 ff.
- The White Goddess. (1948)
  - dt.: Die weiße Göttin. Berlin 1981, ISBN 3-499-55416-X.
- The long-weekend. Mitverfasser: Alan Hodge. (1950) (Digitalisat)
- Seven Days in New Crete. 1952
  - dt.: 7 Tage Milch und Honig. 1982
- The Greek Myths. (1955)
  - dt.: Griechische Mythologie. 2 Bände. Deutsche Übersetzung von Hugo Steinfeld. Rowohlt, Reinbek bei Hamburg 1964. (Neuausgabe 2003 in einem Band ISBN 3-499-55404-6.)
- mit Raphael Patai: Hebrew Myth. The book of Genesis 1964
  - Hebräische Mythologie. Über die Schöpfungsgeschichte und andere Mythen aus dem Alten Testament. 1986
- King Jesus. A novel. (1946) (Digitalisat)
- Adam's rib, And other anomalous elements in the Hebrew creation myth; a new view.

Deutsche Ausgaben:
- Geschichten aus dem anderen Mallorca. (Aus den Sammelbänden Collected short stories und Majorca observed). Herausgegeben und übersetzt von Hartmut Ihnenfeldt und David Southard, ISBN 978-3-89662-269-3
- Das kühle Netz. The Cool Web: Gedichte. Suhrkamp, 1989 (zweisprachig). ISBN 978-3-518-22032-0

## Verfilmungen
- 1976: Ich, Claudius – Kaiser und Gott (I, Claudius) (Fernsehserie) – Regie: Herbert Wise (GB)
- 1978: Der Todesschrei (The Shout) – Regie: Jerzy Skolimowski (GB)